# Ján Bernát
Ján Bernát (Prešov, 10 gennaio 2001) è un calciatore slovacco, centrocampista del Westerlo.

## Caratteristiche tecniche
È un trequartista.

## Carriera

### Club
Cresciuto nel settore giovanile dello Žilina, ha esordito in prima squadra il 2 marzo 2019 disputando l'incontro di Superliga vinto 2-1 contro il ViOn Z.M..

### Nazionale
Ha giocato nelle nazionali giovanili slovacche Under-17, Under-19 ed Under-21.

## Statistiche
Statistiche aggiornate al 7 gennaio 2020.

### Presenze e reti nei club
| Stagione        | Squadra         | Campionato      | Campionato | Campionato | Coppe nazionali | Coppe nazionali | Coppe nazionali | Coppe continentali | Coppe continentali | Coppe continentali | Altre coppe | Altre coppe | Altre coppe | Totale | Totale | Totale |
| Stagione        | Squadra         | Comp            | Pres       | Reti       | Comp            | Pres            | Reti            | Comp               | Pres               | Reti               | Comp        | Pres        | Reti        | Pres   | Reti   |        |
| --------------- | --------------- | --------------- | ---------- | ---------- | --------------- | --------------- | --------------- | ------------------ | ------------------ | ------------------ | ----------- | ----------- | ----------- | ------ | ------ | ------ |
| 2018-2019       | Žilina II       | 1L              | 11         | 1          |                 | -               | -               |                    | -                  | -                  |             | -           | -           | 11     | 1      |        |
| 2018-2019       | Žilina          | SL              | 7          | 0          | CS              | 1               | 0               |                    | -                  | -                  |             | -           | -           | 8      | 0      |        |
| 2019-2020       | Žilina          | SL              | 16         | 7          | CS              | 1               | 1               |                    | -                  | -                  |             | -           | -           | 17     | 8      |        |
| Totale carriera | Totale carriera | Totale carriera | 34         | 8          |                 | 2               | 1               |                    | -                  | -                  |             | -           | -           | 36     | 9      |        |

## Palmarès

### Club

#### Competizioni nazionali
- Division 1B: 1

Westerlo: 2021-2022